# اوویدیو بورکا
اوویدیو بورکا (رومانیایی: Ovidiu Burcă؛ زادهٔ ۱۶ مارس ۱۹۸۰) بازیکن سابق و مربی فوتبال اهل رومانی است.
از باشگاه‌هایی که در آن بازی کرده‌است می‌توان به باشگاه فوتبال ونتفورت کوفو، باشگاه فوتبال بیجینگ گوان، باشگاه فوتبال دینامو بخارست، باشگاه فوتبال انرژی کوتبوس، باشگاه فوتبال جف یونایتد چیبا، و باشگاه فوتبال راپید بخارست اشاره کرد.
وی همچنین در تیم ملی فوتبال زیر ۲۱ سال رومانی بازی کرده‌است.